# ITF Junior Masters
ITF Junior Masters er en årlig tennisturnering, der siden 2015 har markeret sæsonafslutningen for de otte bedst rangerede spillere på 18 år og under på ITF World Tennis Tour Juniors (ITF Junior World Ranking).
Det er den næstmest prestigefyldte årlige juniorturnering med hensyn til rankingspoint tildelt efter de fire junior Grand Slams. Hvert år deltager otte drenge og otte piger i separate arrangementer. Turneringen er designet til at efterligne ATP World Tour Finals og WTA Tour Championships. Hver turnering har to round robin grupper, der kæmper om deltagelse i knockout runder hvor vinderen findes.

## Pengepræmier
Der er ingen præmiepenge til spillerne, da de stadig er juniorer. De får rejselegater til deltagelse i fremtidige turneringer, der tildeles på baggrund af spillerens placering i turneringen. Disse spænder fra $7.000 til $15.000.

## Deltagere

### Drenge
| Sted    | År   | Vinder            | 2. plads        | 3. plads                   | 4. plads          | 5. plads          | 6. plads                | 7. plads        | 8. plads     |
| ------- | ---- | ----------------- | --------------- | -------------------------- | ----------------- | ----------------- | ----------------------- | --------------- | ------------ |
| Chengdu | 2015 | Andrey Rublev     | Taylor Fritz\|  | Lee Duck-hee               | Orlando Luz       | Chung Yun-seong   | Michael Mmoh            | Marcelo Zormann | Jaume Munar  |
| Chengdu | 2016 | Hong Seong-chan   | Casper Ruud\|   | Marcelo Tomás Barrios Vera | Miomir Kecmanović | William Blumberg  | Álvaro López San Martín | Orlando Luz     | Lý Hoàng Nam |
| Chengdu | 2017 | Emil Ruusuvuori   | Wu Yibing\|     | Axel Geller                | Sebastián Báez    | Marko Miladinović | Jurij Rodionov          | Hsu Yu-Hsiou    | Trent Bryde  |
| Chengdu | 2018 | Brandon Nakashima | Tseng Chun-Hsin | Adrian Andreev             | Hugo Gaston       | Lorenzo Musetti   | Nicolás Mejía           | Sebastián Báez  | Mu Tao       |

### Piger
| Sted    | År   | Vinder        | 2. plads                    | 3. plads                     | 4. plads            | 5. plads                    | 6. plads          | 7. plads              | 8. plads             |
| ------- | ---- | ------------- | --------------------------- | ---------------------------- | ------------------- | --------------------------- | ----------------- | --------------------- | -------------------- |
| Chengdu | 2015 | Xu Shilin     | Kristína Schmiedlová\|      | Iryna Shymanovich            | Jil Teichmann       | Aliona Bolsova Zadoinov     | Jeļena Ostapenko  | Elena-Gabriela Ruse   | Markéta Vondroušová  |
| Chengdu | 2016 | Anna Blinkova | Katie Swan\|                | Charlotte Robillard-Millette | Kayla Day           | Tereza Mihalíková           | Sofia Kenin       | Usue Maitane Arconada | Miriam Kolodziejová  |
| Chengdu | 2017 | Marta Kostyuk | Kaja Juvan\|                | Whitney Osuigwe              | María Lourdes Carlé | Maria Camila Osorio Serrano | Wang Xinyu        | Elena Rybakina        | Sofia Sewing         |
| Chengdu | 2018 | Clara Burel   | Maria Camila Osorio Serrano | Clara Tauson                 | Liang En-shuo       | Leylah Annie Fernandez      | Eléonora Molinaro | Wang Xinyu Wang Xiyu  | Wang Xinyu Wang Xiyu |